# 安森敏隆
安森 敏隆（やすもり としたか、1942年1月6日 - 2018年1月9日）は、日本の歌人・日本近代文学研究者。専門は、近代・現代の詩歌文学。斎藤茂吉と塚本邦雄研究。同志社女子大学名誉教授。短歌結社誌「ポトナム」代表・「京都短歌」（朝日新聞京都版）選者・現代歌人集会理事。全国大学国語国文学会常任理事・キリスト教文学会関西支部理事を歴任。
広島県出身。学生時代、「立命短歌」「京都大学短歌会」に参加。「幻想派」を永田和宏・河野裕子等と、「枯野」を俳人の坪内稔典等と創刊。1981年、歌集「沈黙の塩」で第5回現代歌人集会賞受賞。2009年、歌集「百卒長」で第36回日本歌人クラブ賞受賞。近年は、介護する人・される人たちへの「介護百人一首」（NHK教育テレビ「福祉ネットワーク・介護の達人」）や「城崎百人一首」「城崎百人一句」（城崎温泉主催）や「SEITO百人一首」（同志社女子大学主催）を中心に「介護短歌」等を提唱した。

## 略歴
- 1942年 - 広島県三次市生まれ。
- 1968年 - 立命館大学大学院文学研究科日本文学専攻修士課程修了。
- 梅光女学院大学助教授、教授。
- 1985年 - 梅光女学院大学文学部学部長。
- 1998年 - 同志社女子大学宗教部長。 「斎藤茂吉短歌研究」で立命館大学より文学博士の学位を取得
- 2008年 - 同志社女子大学文学研究科博士課程（後期）教授
- 2012年 - 定年のため退任。名誉教授
- 2018年1月9日、腎臓がんのため、兵庫県川西市の病院で死去。76歳没[3]。

## 著書
- 『斎藤茂吉幻想論』（桜楓社・1978年）
- 歌集『沈黙の塩』（新風土社・1979年）
- 『抒情の軌跡』（書肆季節社・1983年)
- 『創造的塚本邦雄論』（而立書房・1987年）
- 『幻想の視角 - 斎藤茂吉と塚本邦雄』（双文社出版・1989年）
- 歌集『わが大和、わがシオン』（玲瓏館・1997年）
- 『斎藤茂吉短歌研究』（世界思想社・1998年）
- 『風呂で読む 短歌入門』（世界思想社・1999年）
- 『大学教授の介護日記 介護・男のうた365日』（新葉館出版・2001年）
- 歌集『百卒長』（青磁社・2008年）
- 『うたの近代　短歌的発想と和歌的発想』（角川学芸出版・2012年）

## 共著・編著
- 『近代短歌と現代短歌』末竹淳一郎共編　双文社出版　1997年
- 『近代短歌を学ぶ人のために』上田博共編　世界思想社　1998年
- 塚本邦雄『独断の栄耀 - 聖書見ザルハ遺恨ノ事』葉文館出版　1999年
- 『介護うたあわせ 介護・女と男の25章』安森淑子共著　京都修学社　2002年
- 『キリスト教文学を学ぶ人のために』吉海直人、杉野徹共著　編世界思想社　2002年
- 『ポトナムの歌人 新しい短歌鑑賞』上田博共著、晃洋書房　2008年
- 『新しい短歌鑑賞 第2巻』内藤明共著 晃洋書房 2008年
- 児玉実英『霜を経て楓葉丹なり』杉野徹共編 京都オリオン新社 2009年